# Сент-Олбанский собор
Сент-Олбанский собор (англ. St Albans Cathedral), полностью Кафедральный собор и монастырская церковь Святого Альбана — собор Церкви Англии в Сент-Олбанс (Хартфордшир). В 1539 году Сент-Олбанское аббатство было распущено; в 1877 году бывшая монастырская церковь приобрела статус собора. В отличие от остальных соборов, одновременно является приходской, и настоятель собора исполняет все обязанности главы прихода. Имеет самый длинный неф среди английских соборов — 85 метров.
Вероятно, первая церковь на месте нынешнего собора была построена в VIII веке; сохранившееся здание сочетает в себе элементы нормандской архитектуры XI века, средневековую готику и добавления XIX века.

## История
Мемориал с останками святого Альбана, принявшего здесь мученичество, находился на этом месте как минимум с середины IV века; Беда Достопочтенный упоминает церковь, а Гильда Премудрый — гробницу. Епископ Герман Осерский посетил святыню в 429 году. Облик этой постройки неизвестен; хронист XIII века Матвей Парижский утверждал, что саксы разрушили её в 586 году.

### Англосаксонский период
В 793 году король Мерсии Оффа основал в Сент-Олбанс двойной (женский и мужской) бенедиктинский монастырь. Аббатство было построено на холме Холмхерст (теперь холм называется Холиуэлл) за рекой Вер с использованием материалов из руин римского Веруламиума. Облик первого аббатства также неизвестен. Вероятно, его около 890 года разграбили датчане. С 920-х должность аббата, несмотря на попытки Парижа занять её, пустовала вплоть до 970-х годов, когда до Сент-Олбанса добрался Дунстан.
В 1005 году аббатство хотели восстановить, и аббату Элдреду было выдано разрешение на использование стройматериалов из Веруламиума. Поскольку город стоит на глинисто-меловых породах, и единственным прочным камнем является кремень, запасы римского кирпича и камня были основным источником материалов не только для аббатства, но и для всей округи. Сложенные на известковом растворе стены оштукатуривались либо оставлялись как есть. Части, требовавшие качественного тёсаного камня, возводились из линкольнширского известняка из Веруламиума, позднее появляются однородные тонкозернистые твёрдые меловые породы, пурбекский мрамор и различные известняки. Возобновившиеся в 1016 году набеги викингов выгнали саксов из недостроенного аббатства, и саксонская постройка среди более поздних практически не сохранилась.

### Нормандское аббатство
Бо́льшая часть дошедшего до наших дней здания была построена при первом нормандском аббате Поле Канском (1077—1093), племяннике архиепископа Кентерберийского Ланфранка.
Строительные работы начались в год назначения Поля Канского аббатом под руководством нормандца Роберта Каменщика. Новое здание мало напоминало англосаксонские постройки, образцом была французская архитектура Клюни, Берне и Кана. Планировка в точности повторяет аббатство Святого Стефана в Кане и собора Ланфранка в Кентербери, хотя строительный материал был здесь более низкого качества, что привело к использованию местных римских технологий, подсмотренных опять-таки при разборке Веруламиума.
По условиям рельефа, крестообразная в плане церковь несколько развёрнута к юго-востоку. Будучи самой большой на тот момент в Англии, она имеет 4 секции пресвитерия, трансепт с семью апсидами и неф длиной в 10 секций — в общей сложности 15 травей. Особое внимание Роберт уделил фундаменту, заложенному на глубине 12 футов на материковом скальном грунте в виде непрерывной стенки из перемежающихся слоёв кирпича, кремня и извести. Под центральной башней использованы особо крупные камни.
Строительство четырёхъярусной башни на средокрестии увенчалось полным успехом — это единственная в Англии башня XI века, дошедшая до наших дней. Роберт возвёл её на особо толстых стенах и четырёх массивных кирпичных устоях. Каждый ярус башни немного меньше предыдущего, на трёх нижних — прислоненные контрфорсы, четвёртый окружён ими. Башня высотой 144 фута (44 м) весит около 5000 тонн. Вероятно, башня была увенчана типичным нормандским невысоким пирамидальным шпилем, в настоящее время крыша плоская. На колокольне было пять колоколов: два оплатил аббат, два — богатый горожанин, а последний — ректор Ходдесдона. Ни один из этих колоколов не сохранился.
Распространено мнение, что и на западном конце церкви были две небольшие башни, но следов их не сохранилось.
Строительные работы завершены в 1089 году, однако архиепископ Руанский освятил его лишь 26 лет спустя, 28 декабря 1115 года (в праздник Невинноубиенных). На церемонии присутствовал король Генрих I, многие епископы и дворяне.
Внутренне убранство отличалось сдержанностью и строгостью, скульптуры почти отсутствовали. Стены были оштукатурены и раскрашены там, где не украшены яркими гобеленами. Скульптурные украшения были добавлены позднее, в XII веке, когда они вошли в моду в эпоху готической архитектуры. От нормандских времён сохранились аркады под центральной башней и на северной стороне нефа, остальное — готика средневековая и викторианская.
В 1140 году неподалёку был основан женский Сопвелльский приорат, являвшийся частью Сент-Олбанса. 
В 1190-х годах при аббате Джоне из Уоллингфорда (1195—1214) монастырь пришлось расширить из-за того, что число монахов от пятидесяти возросло более чем вдвое. Неф был удлинён к западу на три секции, суровый нормандский фасад Хью де Голдклиф заменил новым, весьма дорогим в постройке, но от него из-за «быстрой» эрозии почти ничего не осталось. Также было начато возведение новой гробницы и алтаря святого Амфибала. Работа шла очень медленно и была завершена лишь уже при следующем аббате Уильяме де Трампингтоне (1214—1235). Низкая нормандская крыша башни была заменена намного более высоким готическим шпилем со свинцовой кровлей.
В первой половине XIII столетия аббатство становится одним из видных центров переписки книг и монастырского летописания. Иллюминированный Сент-Олбанский псалтырь (1130—1145) является наиболее известным из ряда созданных в монастыре манускриптов романской эпохи. Хронист Роджер Вендоверский (ум. 1237) составил здесь свою летописную компиляцию «Цветы истории», а «Великая хроника» его талантливого ученика вышеназванного Матвея Парижского (1200—1259), сохранившаяся в восемнадцати рукописях, на протяжении последующих столетий пользовалась авторитетом у многих историков. Среди продолжателей последнего выделяются сент-олбанские монахи Уильям Ришангер (1250—1312) и Томас Уолсингем (1340—1422).
Недалеко от Сент-Олбанса родился Николас Брейкспир, который должен был стать послушником монастыря Св. Альбана, но его не взяли. Он постригся в монастыре в Париже и в конечном счёте в 1154 году стал папой Адрианом IV, оставаясь по сей день единственным англичанином на папском престоле.
Глава Сент-Олбанского аббатства был утвержден в качестве главного аббата в Англии в 1154 году. Монастырь имел несколько небольших дочерних обителей.

### XIII—XV века
В 1250 году восточную часть церкви повредило землетрясение. Семь лет спустя были разобраны три апсиды и два пролёта, находившиеся под угрозой обрушения; толстую стену пресвитерия, поддерживающую башню, удалось сохранить. Эти части были восстановлены в аббатство Роджера из Нортона (1263—1290).
10 октября 1323 года на южной стороне нефа обрушились два устоя, обвалив бо́льшую часть крыши и пять травей. Каменщик Генри Уай реконструировал их сообразно уцелевшим — в раннем английском стиле, но с присущими XIV веку деталями украшений. Гробница святого Амфибала также была повреждена и восстановлена.
Математик и астроном Ричард Уоллингфордский, аббат в 1297—1336 годах, сконструировал знаменитые астрономические часы. После его смерти часы были завершены Уильямом Уолшемом; впоследствии утрачены во время Реформации.
В 1365 году на территории аббатства были построены новые ворота, теперь называемые Монастырскими воротами. Это единственная часть монастырских зданий (помимо церкви), которая пережила роспуск монастырей. Позже они служили тюрьмой, а с 1871 года принадлежат школе Сент-Олбанса. Другие монастырские постройки были расположены к югу от ворот и церкви.
В XV веке аббат Джон Уитхэмстед заказал большое девятипролётное западное окно. Оригинальный шпиль перестроен в хартфордский, значительно уменьшена высота кровли и надстроены зубчатые парапеты, присущие перпендикулярному стилю, характерному для эпохи. Уильям из Уоллингфорда вставил в трансепте окна (по ₤50 каждое) и построил высокую алтарную преграду.

### После роспуска монастырей
После аббата Томаса Рэмриджа (1492—1521) аббатство под неразумным управлением трёх аббатов влезло в долги и постепенно начало приходить в упадок. Ко времени роспуска монастырей в 1539 году доход составлял всего лишь ₤2100 в год. Аббату и оставшимся сорока монахам назначили пенсию, все ценности из монастырских зданий были вывезены, каменные украшения сбиты, захоронения вскрыты и содержимое их сожжено.
В 1542 году аббатство было присоединено к епархии Линкольна, а 8 лет спустя было переведено в епархию Лондона. Участью церкви стало небрежение, некачественные ремонты и прямой вандализм. В 1550 году инженер сэр Ричард Ли приобрёл все монастырские постройки, кроме церкви, часовни и некоторых других зданий, принадлежавших короне, и разобрал их на строительные материалы для своего дома на территории бывшего Сопвелльского монастыря. В 1551 году, когда ничего не осталось, Ли вернул землю епархии, и около 200 лет участок так и назывался — «монастырские руины».
В 1553 году капелла Богоматери была отведена под школу, ворота стали городской тюрьмой. В том же году король Эдуард VI продал монастырскую церковь городским властям за ₤400. Затраты на содержание теперь уже приходской церкви выделялись из городского бюджета, однако с 1596 года архидиакону было разрешено собрать деньги на ремонт с прихожан епархии. В 1612 году после посещения церкви подписку объявил Яков I, который собрал ₤2000 на починку крыши. Во время Английской гражданской войны финансирование вовсе иссякло, в церкви содержали военнопленных, в результате чего она подвергалась актам вандализма как со стороны заключённых, так и надзирателей. Уцелевший от реформации металл был окончательно вывезен, пуритане сбили часть оставшихся украшений. В 1681―1684 годах собраны средства на ремонт кровли и свода пресвитерия. В 1689 году королевское пожертвование Вильгельма III и Марии II потрачено на косметический ремонт, чтобы скрыть некоторые немодные готические черты, и обновление интерьера. Ещё одно пожертвование Вильгельм внёс в 1698 году.
Во время Великого шторма, продолжавшегося в южной Англии с 26 ноября по 1 декабря 1703 года утрачено окно в южном трансепте, которое заменили деревянным пятисветным с простыми стёклами в стиле ранней неоготики. Остальные окна, хотя уцелели, весь XVIII век требовали постоянных расходов.
В 1723 году благодаря собранным пожертвованиям удалось отремонтировать грозившую разрушением крышу нефа над десятью секциями, однако на ремонт большой трещины в южной стене и отклонившейся на полметра от вертикали северной стены денег не было. В 1764 году вновь собирали деньги на ремонт гниющей кровли и окна в южном трансепте. Стены трескались и разрушались, южная стена осела и наклонилась наружу. Было собрано меньше четверти необходимой суммы. В 1770-х годах церковь оказалась на грани утраты: смета на ремонт оказалась так велика, что планировалось снести ветхое здание и на его месте построить новую церковь поменьше.
После бури в 1797 году, затопившей церковь, ещё несколько прежде вертикальных арок покосилось, осадкой повредило полы и могилы.

### Реставрация в XIX веке
В 1818 году церковь получила небольшой грант, в 1820 году удалось профинансировать покупку за ₤450 б/у органа 1670 года постройки.
Реставрацией Сент-Олбанс обязан архитектору и реставратору Льюису Коттингему, ректору Г. Дж. Б. Николсону и, в особенности, архитектору Джорджу Гилберту Скотту и Эдмунду Беккету, 1-му барону Гримторп.
В феврале 1832 года верхний ряд окон частично обрушился наружу, образовав десятиметровую дыру в своде южного бокового нефа. Требовался серьёзный ремонт, и для экспертизы пригласили архитектора Льюиса Коттингема. Представленный в том же году отчёт был удручающим: раствор повсеместно утратил прочность, потолочные балки гниют и прогибаются. Коттингем рекомендовал сменить балки и сделать крышу более крутой, убрать шпиль и лишние конструкции в башне, заново вымостить полы, скрепить западную стену трансепта железом, возвести новые контрфорсы и каменное окно в южном трансепте, заменить железные рамы во всех остальных окнах, устроить водоотвод с крыши и прочее, и прочее и прочее. Смета достигла ₤14 тысяч. С помощью пожертвований удалось собрать 4000 фунтов, из которых 1700 фунтов сразу же ушли на оплату расходов. При весьма ограниченном бюджете были восстановлены обвалившийся оконный ярус, заново покрыта свинцом крыша нефа, демонтирован шпиль башни, остеклены около сорока прежде заколоченных окон, и изготовлен каменный переплёт для окна южного трансепта.

Генри Николсон, ректор в 1835—1866 годах, также принимал посильное участие в восстановлении церкви аббатства и в процессе реставрации утраченных или скрытых готических элементов.
Ремонтные работы возобновились в 1856 году, собрано ₤4000, архитектором назначен Джордж Гилберт Скотт, который руководил реконструкцией с 1860 года до своей смерти в 1878 году. Скотт начал с ремонта крыши над северным боковым нефом и восстановления средневекового мощёного пола, для чего потребовалось удалить много грунта. В 1872—1877 годах отремонтированные полы были выложены аналогичной оригиналу каменной плиткой, повторявшей узор. Ещё 2000 тонн земли были удалены в 1863 году во время работ над фундаментами и дренажем. В 1870 году обнаружились опасные ослабления и трещины в устоях башни, в результате чего башню укрепили огромными брёвнами, арки заложили кирпичом и приступили к ремонту, продлившемуся до мая 1871 года и стоившему ₤2000. Южная стена нефа сильно ушла от вертикали; Скотт укрепил северную стену, перенёс вес крыши на строительные леса, в течение трёх часов поддомкратил южную стену, вернув её в вертикальное положение, и затем подпёр массивными контрфорсами, за что был прославлен как «спаситель аббатства». Всего в 1870—1875 годах на аббатство было потрачено около двадцати тысяч фунтов.
Ещё в 1845 году Сент-Олбанс был переведён из епархии Линкольна в епархию Рочестера. В 1875 году основана епархия Сент-Олбанса, в которую вошли около 300 приходов в графствах Хартфордшир и Бедфордшир. Епископ Рочестера Томас Клофтон стал первым епископом новообразованной епархии Сент-Олбанса в 1877 году и занимал её следующие 13 лет. Он скончался в 1892 году и был похоронен на церковном кладбище к северу от нефа.
На момент своей смерти в 1878 году Джордж Гилберт Скотт реконструировал крышу нефа, своды и западную секцию. Частично его работу продолжил его сын Джон Олдрид Скотт, также архитектор, однако по большей части последующим проектированием стал заниматься архитектор-любитель Эдмунд Беккет, 1-й барон Гримторп, чьи архитектурные решения сильно критиковались. Искусствовед Николаус Певзнер назвал его «чванливо-фарисействующим хулиганом» (англ. pompous, righteous bully). Он, однако, пожертвовал на реставрацию бо́льшую часть баснословной суммы в 130 000 фунтов стерлингов.
Если Скотт хотел максимально сохранить внешний вид средневековой церкви, то Гримторп хотел всё переделать под викторианский идеал готики, и немало сил истратил на критику усилий Скоттов и ликвидацию их следов. В 1879 году он поднял крышу до первоначальной высоты согласно проекту Скотта и покрыл её свинцом, сохранив при этом парапет, предназначенный для низкой тюдоровской кровли.
Вторая крупномасштабная переделка Гримторпа принята наиболее противоречиво. Западный фасад с огромным окном Уитхэмстеда был сильно ослаблен трещинами и осадкой, и Гримторп, архитектор-любитель, разработал новый проект фасада, который оценили как громоздкий, непропорциональный и несоответствующий зданию. «Убожество его мысли очевидно»; «этот человек, одарённый столь практичным и изощрённым умом, начисто лишён художественного вкуса... все лучшие в нём качества затмила самонадеянность... и невежество в истории архитектуры». Конкурирующие проекты Гримторп намеренно подменил скверными чертежами и протащил свой, который по ходу дела пришлось вписывать в существующие конструкции. Работы проходили в 1880—1883 годах и обошлись в 20 000 фунтов стерлингов. Скверная скульптура не сделала фасад краше.
Известный противник перпендикулярной готики, Гримторп уничтожал не нравившиеся ему конструкции под предлогом того, что они слишком ветхие, вместо того, чтобы их восстанавливать. Он небрежно смешивал архитектурные стили, особенно в окнах (что наглядно видно в южном боковом нефе, на преграде и сводах). На переделку нефа он потратил ₤50 000.
Гримторп полностью переделал клуатр с южной стороны, добавив тяжёлые контрфорсы, убрал аркады клуатра на восточной стороне. Фасад южного трансепта полностью поменял свой вид: в 1885 году было завершено возведение целой группы ланцетовидных окон, предмета его особой гордости, и турелей; также была уложена новая тяжёлая черепичная крыша. В северном трансепте Гримторп снёс окно в стиле перпендикулярной готики и заменил розой собственного дизайна в 64 проёма, сгруппированных пятью концентрическими кольцами.
После этого Гримторп взялся за переделку пресвитерия и часовни Богородицы. После судебного разбирательства с Хаксом Гиббсом, 1-м бароном Олденем, который должен был руководить реставрацией, Гримторп переделал своды, покрыл пол черно-белой мраморной плиткой (1893) и установил новую викторианскую аркаду и скульптурные украшения под балдахином. Снаружи были расширены контрфорсы, чтобы поддерживать новую крышу, а стены заново облицованы. В 1897 году Гримторпу пришлось вновь ремонтировать уже завершённые участки, поскольку использование слишком жёсткого цементного раствора привело к образованию трещин, а изобилие железа в окнах подвергалось коррозии, повлёкшей за собой повреждение прилегающей каменной кладки.
Гримторп умер в 1905 году и был похоронен на церковном кладбище Сент-Олбанса. Он завещал средства на продолжение реконструкции собора.

### XX век и настоящее время
Несмотря на частые столкновения с Гримторпом Джон Олдрид Скотт (сын Джорджа Гилберта Скотта) продолжал работать над реставрацией собора. Приверженец неоготической архитектуры, Скотт разработал проект гробницы первого епископа Сент-Олбанса. Также он спроектировал новый епископский престол (1903) и сиденья в хоре, в том числе мемориальные сиденья епископа Фестинга и двух архидьяконов. В 1907 году Скотт переместил и восстановил орган, однако дальнейшая работа была прервана войной.
После войны в соборе появилось несколько памятников, в том числе украденная в 1973 году картина «Погребение Элеоноры» Френка Солсбери и витраж большого западного окна (1925).
Через несколько лет после окончания войны главным архитектором был назначен резчик по дереву Джон Роджерс. Обнаружив, что жуки-точильщики пёстрые сильно повредили свод пресвитерия, он руководил восстановлением деревянных элементов в 1930—1931 годах. Он тратил значительные суммы денег на обработку всех деревянных конструкций средствами от насекомых. Также под руководством Роджерса были убраны четыре тонны мусора из центральной башни и усилены несущие балки. В 1934 году были не только отремонтированы все восемь колоколов собора, но и добавлены четыре новых колокола к празднованию 25-летия правления короля Георга V.
В 1939—1962 годах архитектором был Сесил Браун. В связи с начавшейся войной он распорядился снять колокола и установил пожарные вахты на случай бомбардировок. В 1950-х годах был капитально отремонтирован с полной разборкой орган, а также добавлены скамьи. Однако основные усилия Брауна были сосредоточены на центральной башне. Оказалось, что кладочный раствор Гримторпа повреждает римские кирпичи. Всю необходимую вычинку на надлежащего состава раствор произвёл один человек — Уолтер Барретт. Отремонтированы потолок башни и настенные росписи нефа, устроено специальное хранилище для древних документов.
В 1972 году, чтобы уйти от разделения мира и клира, демонтирована девятитонная кафедра и мебель в хоре и нефе. Алтарное помещение было расширено и усовершенствовано. В хор поставлена новая мебель из более светлого дуба, в неф — стулья. В 1974 году из норфолкской церкви была привезена и установлена новая деревянная кафедра. В том же году была проведено тщательное обследование, в ходе которого обнаружены новые протечки и другие повреждения, и одобрен десятилетний план реставрации. Больших затрат потребовал ремонт крыши, а стоимость ремонта нефа, завершившегося в 1984 году, достигла ₤1,75 млн. Установленные Гримторпом и сильно проржавевшие железные оконные переплёты заменены бронзовыми, отменены другие его переделки. Изготовлено 72 новых резных замка для потолка. На западном фасаде Гримторпа появились трещины, опять из-за чрезмерно жёсткого раствора, и он потребовал ремонта. В 1975 году установлено освещение фасадов.
В 1970 году было предложено построить новый центр для посетителей, так называемый «Дом аббата». В 1973 году на строительство запрошено разрешение, и в 1977 году получено. Новое здание из новодельного римского кирпича стоимостью в один миллион фунтов стерлингов было возведено на южной стороне собора, рядом с местом, где находилась капитулярная зала монастыря, и официально открыто 8 июня 1982 года королевой Елизаветой.
Роберт Ранси, позже архиепископ Кентерберийский, был епископом Сент-Олбанского собора в 1970—1980 годах. После выхода на пенсию он вернулся в Сент-Олбанс и в 2000 году был похоронен на соборном кладбище; в самом соборе имеется горгулья с памятной табличкой, посвящённой Ранси.
В конце XX века была проведена реставрация раки святого Альбана, к которой добавлен новый балдахин. Установлены витражи по рисункам Алана Янгера для розы Гримторпа в северном трансепте; они открыты в 1989 году Дианой, принцессой Уэльской. В 2015 году в средневековых нишах преграды установлены семь новых раскрашенных каменных статуй авторства Рори Янга. Раскрашенные статуи не устанавливали в церквях со времён Реформации и гражданской войны.
В 2019―21 годах прошла реставрация гробницы св. Амфибала, профинансированная грантом и более чем тысячью пожертвований. Работа затянулась из-за эпидемии, и поэтому туда добавлена фигура в маске.

## Колокола
Всего на колокольне собора находится 23 колокола. Основная звонница 12-голосная с диезом второй ступени отлита в 2010 году фирмой Whitechapel Bell Foundry. Из предыдущей звонницы 8 колоколов используются в часах и карильоне, который играет для каждого дня недели свою мелодию. Эта восьмиголосная звонница была получена ещё в 1731 году добавкой двух колоколов к шести, отлитым в 1699 году из пяти предыдущих. Самый старый колокол отлит около 1290 года и используется при пении санктуса и вознесении святых даров в ходе мессы.